# Ярослав Марія
Ярослав Марія, справжнє ім'я Ярослав Маєр (24 лютого 1870, Раковник – 3 листопада 1942, Аушвіц-Біркенау) — чеський юрист, адвокат, письменник, драматург і есеїст.

## Біографія

### Молодь і навчання
Ярослав Марія народився в родині юриста, доктора юридичних наук Карела Маєра, родина якого походила зі Швейцарії, та його мати Франтишкі, уродженої Грім. Ярослав навчався послідовно в гімназії у Бенешові, Градці-Кралове та Празі, він закінчив в 1888 році її у Празі та продовжив там вивчати право, здобувши докторський ступінь юридичних наук у 1893 році.

### Практика
Свій перший досвід роботи помічником адвоката він отримав у Раковніку, в канцелярії свого батька в місті Градець-Кралове, а з 1898 року був ад'юнктом суду в Літомержіці; пізніше він відкрив самостійну практику в Кршивоклаті, пізніше (1903–1908) у Бероуні, а у 1909 році в Таборі, де жив до 1942 року. Д-р. ю. наук Марія писав фахові статті для журналів «Právník» (1895, 1897) та «Čas» (1897).

### Друга Світова війна
У червні 1942 року — під час воєнного стану за Гейдрихіаду Ярослав Марія був заарештований і ув'язнений гестапо в Таборі. Підставою мала стати письмова заява про згоду на вбивство. Після кількох днів у підвалі гестапо, 6 липня 1942 року (через три дні після скасування тридцятивосьмиденного воєнного стану та припинення страт біля стіни казарми в Таборі), він був переведений з гестапо до в'язниці в Таборі як один з одинадцяти осіб, вже підготовлених нацистами до подальших страт. 8 липня він був перевезений до Праги, до в'язниці Панкрак, потім до Терезієштадту, звідти у вересні до концентраційного табору Аушвіц. 3 листопада 1942 року на 72 році життя Ярослав Марія помер від тифу.

### Сімейне життя
27 квітня 1896 року в Празі у церкві святого Жіндржиха одружився зі Зденкою Фікаровою (1875–1943), доньці адвоката з Кршивоклата. Він був дядьком автора юстиційних романів Жірі Маєра.

## Письменник і драматург
Ярослав Марія — автор понад сорока романів, оповідань, збірок оповідань і нарисів, п'єс та інших літературних творів; опубліковано журналом «Модерн Ревю» (чеськ. Moderní revue); літературно дебютував у 1898 театральною трилогією «Напередодні віку» (чеськ. V předvečer věku); після 1918 року він присвятив себе здебільшого романам, переважно з середовища юстиції («Справедливість», (чеськ. Spravedlnost) «Панство в мантії», (чеськ. Panstvo v taláru) «Терези та меч», (чеськ. Váhy a meč) «Пекло» (чеськ. Peklo)). Його твір-роман «Вертер» (чеськ. Werther, 1907 р.) було знято в кіно (1926 р.), п’єси «Йоганна Радимська» (чеськ. Johanna Radimská), «Торквато» (чеськ. Torquato) «Тассо»  (чеськ. Tasso) і «Я мщусь» (чеськ. Má jest pomsta) були представлені Національним театром у Празі. Автор лібрето до опери Отакара Єремії «Брати Карамазови» (чеськ. Bratři Karamazovi). Карел Чапек також цікавився його творчістю (він відвідав його в Таборі 20 червня 1928 року, наступного дня Чапек поїхав до поета Антоніна Сови в Пацов).
На основну тему масштабного твору великий вплив мали натуралізм і декаданс рубежу 19-20 століть; суть життя він вбачав у боротьбі та знищенні супротивника, у зіткненні персонажів протилежних за характером чи гендерною приналежністю. Його хвилювали дезорганізація і занепад, спричинені диктатом статі або гендерною дегенерацією, неадекватністю культурних інституцій. У повоєнний період перейшов від драматургії до романістики. Він наголошував на боротьбі з силами цього (республіканського) світу, викриваючи умови життя суспільства і зображуючи (без фальшивої поваги) різні професійні класи. Він також виступав з різкими звинуваченнями проти всієї практики правосуддя і нещадно критикував представників судової влади; опинився в багатьох публічних конфліктах через свій провокаційний вибір тем, а також зведення особистих рахунків і впевнене відстоювання власних поглядів, а підготовлене видання його автобіографії "Я" (чеськ. Já) було знищене після ув'язнення автора і не було опубліковане аж до 2020 року.

## Роботи

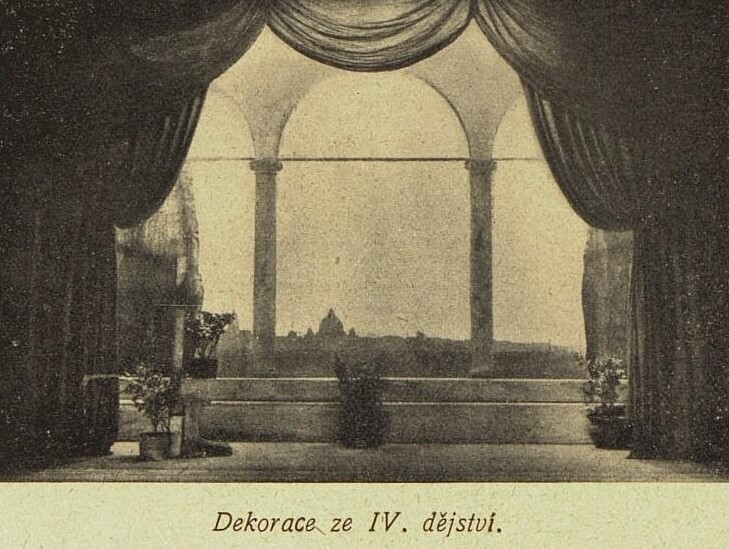
Ярослав Марія: Торквато Тассо (Torquato Tasso), Національний театр у Празі, 1918

### Драма
- Dobráci (1899)
- Dramatická sonata: Johanna Radimská (1904), Irlacherové (1907), V exilu (1907)
- Tristan (1908)
- Má jest pomsta (1908)
- Hellenská kněžna (zpěv o Tristaně ve třech dějstvích; Praha, Kamilla Neumannová, 1911) [14]
- Trilogie: Parisina (1917) – tragédie o třech dějstvích, Michelangelo Buonarotti (1912), Torquato Tasso (1918) – tragédie o 4 dějstvích. URL.
- Dolfa  (truchlohra o nevěstce ve třech dějstvích; Praha, Otakar Štorch-Marien, 1919)
- Lucretia Borgia (1920)
- Lichoběžník (1922)
- My a vy (scénický pamflet – 1920)
- Kyvadla věčnosti (1920)
- Bratři Karamazovi (text k opeře o třech dějstvích podle románu F. M. Dostojevského, hudba Otakar Jeremiáš; Praha; Bedřich Bělohlávek, 1928 a Státní hudební vydavatelství 1962)

### Проза

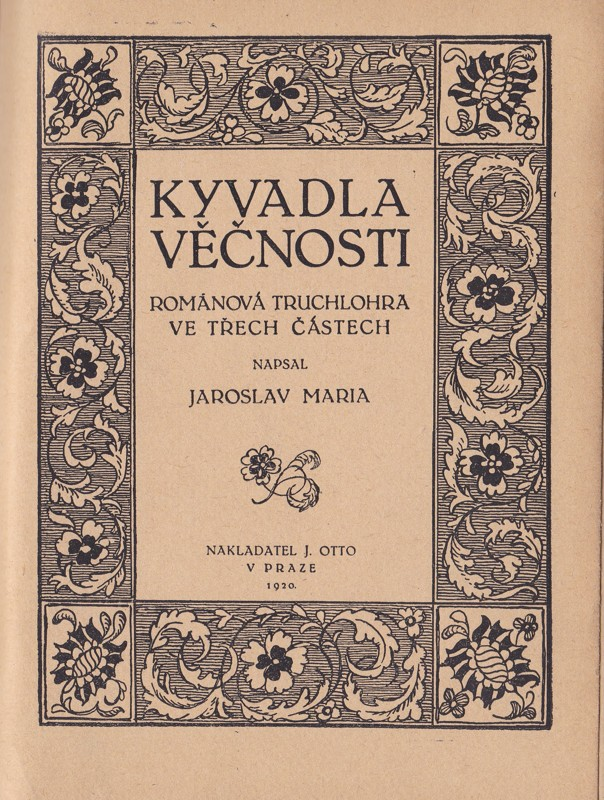
Ярослав Марія: Маятник вічності (Kyvadla věčnosti), обкладинка 1920

- Вертер (1907 і Вишков, Обзіна 1925)[15]
- Справедливість (роман; Прага, Вілімек, 1917)
- Дрібне просо (Пльзень, Бенішко, 1919)
- Пам'ятник Ярославу Єреміяшу (Прага, Авентінум, 1919)
- трилогія про правосуддя: Справедливість (1917), Садиба в мантіях (1924, Сфінкс 1932, Л. Мазач 1937), Терези і меч (1928, Сфінкс 1934, Л. Мазач 1937), доповнена романом із в’язниці Пекло (1931)
- Таємне весілля (роман; Прага, Обеліск, 1922 і Сфінкс, 1930)
- Італія (путівник; Vyškov na Moravě, F. Obzina, 1925)
- Солодкий вампір (поет і його муза – празький літературний роман; у Вишкові на Мораве, Obzina, 1925)
- Італія і ми – тревелог (1925 і Сфінкс 1932)[16]
- Емаус (дерев’яні гравюри Франтішека Кобліха ; у Пльзені, В. Жікеш, 1926)
- Меланхолійний Декамерон (італ. романи; Прага, Б. Янда, 1927)
- Ольгінка (Роман; Прага, Легіо-накладательства, 1927)
- Святі, дами та повії (роман; Вишков, Ф. Обзіна, 1927)
- Ноктюрн диявола, частина 1 і 2 (Прага, Сфінкс-Янда, 1928)
- Дві сльози – Сан-Мартіно аль-Чіміно, Трані (Кладно, Сватоплук Клір і Ф. Й. Клір, 1928)
- В обіймах залізної діви (Прага, Сфінкс, Б. Янда, 1928)
- Вікторка (Тонка історія, роман; Прага, Melantrich, 1928)
- Ракетка та м'яч (спортивний роман; Табор, Я. Матушек, 1929 та Сфінкс, 1931)
- Grabbe - загальна характеристика (Tábor, kl. vlast., 1930) Відображення зразків з можливістю їх замовлення
- Парнас (Прага, Сфінкс, Янда, 1930)
- Три посипання (оздоблено офортами та малюнками Зденки Браунерової ; Прага, Тріанон. Др. Прокоп Томан мл, 1930)
- Солдати та дипломати (роман; Прага, Кваснічка та Гампл, 1930) Том I.,[17] Том II.,[18] Том III.[19]
- Пекло (роман; У Празі, Сфінкс (Богуміл Янда), 1931)
- Джеді (роман великих сердець; Прага, Сфінкс (Б. Янда), 1932)[20]
- Korále (Прага, Сфінкс (Богуміл Янда), 1932) Показ екземплярів з можливістю їх замовлення
- Кантори та інспектори (роман; Прага, Л. Мазач, 1933, у тир. 1934 і 1937)[21]
- Секрет сексу (1934) – роман про хитромудрого кохання.[22]
- Банкіри та пролетарі (роман; У Празі, Л. Мазач, 1934 і 1935)
- Ілар (У Празі, А. Нойберт, 1935)
- Чудіна (роман малих людей; У Празі, Л. Мазач, 1935)
- Содом 1-3 (фантастичний роман; у Празі, Л. Мазач, 1935) Том I.[23] Том II.[24] Том III.[25]
- Адвокати (роман; Прага, Л. Мазач, 1937) Показ примірників з можливістю замовлення.
- Король (роман; Прага, Л. Мазач, 1937) Виставка примірників з можливістю замовлення.
- Маятники вічності 1.-2. (роман-жалібна п'єса; Прага, Л. Мазач, 1937)
- Зденка Браунерова (книга оформлена Яном Конупеком ; Прага, Emporium, Алоїз Дик, 1937)
- Жінка і суд (роман; Прага, Л. Мазач, 1938)
- Ярослав Марія та Крістіан Граббе, загальні риси (вступ написав Володимир Гавел; малюнок академічного художника Йозефа Стайнохра; Táboře Petr Frank, 1940)

## Автобіографія
- Я. Власна біографія (Видання Paměť (укр. Пам'ять), т. 112, Academia, 2020)

### Фільмографія
- За мотивами роману Ярослава Марії «Вертер» режисер Мілош Гайський у 1920 році зняв однойменний фільм, і взяв себе на головну роль.

## Цікавий факт
Ярослав Марія був давнім другом і законним представником Зденки Браунерової.

## Галерея

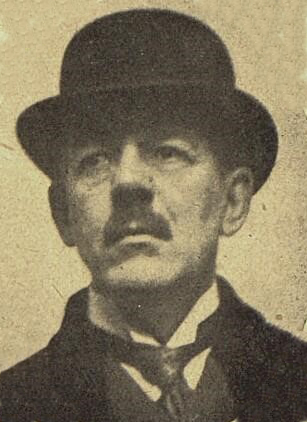
Ярослав Марія, 1918
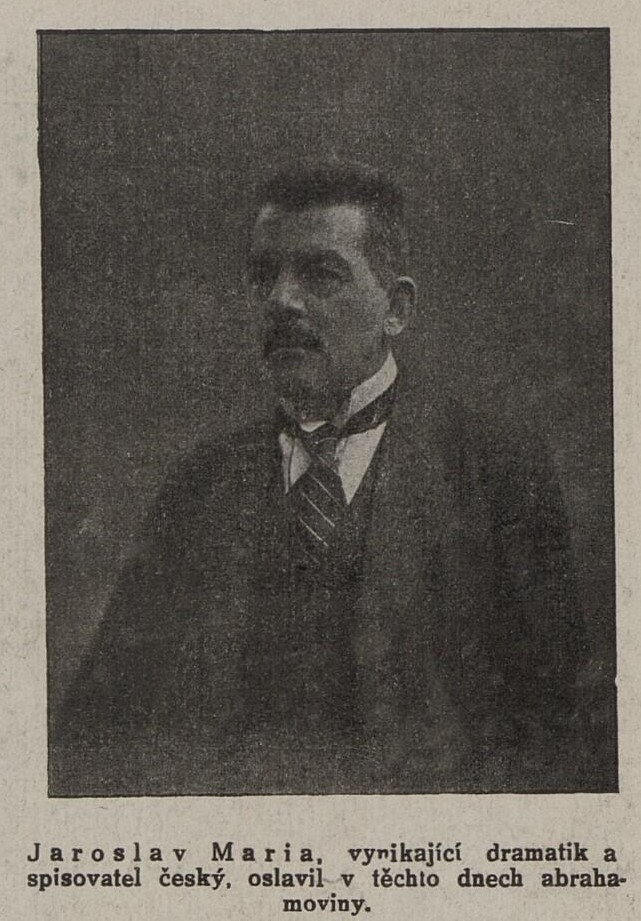
Ярослав Марія, 1920
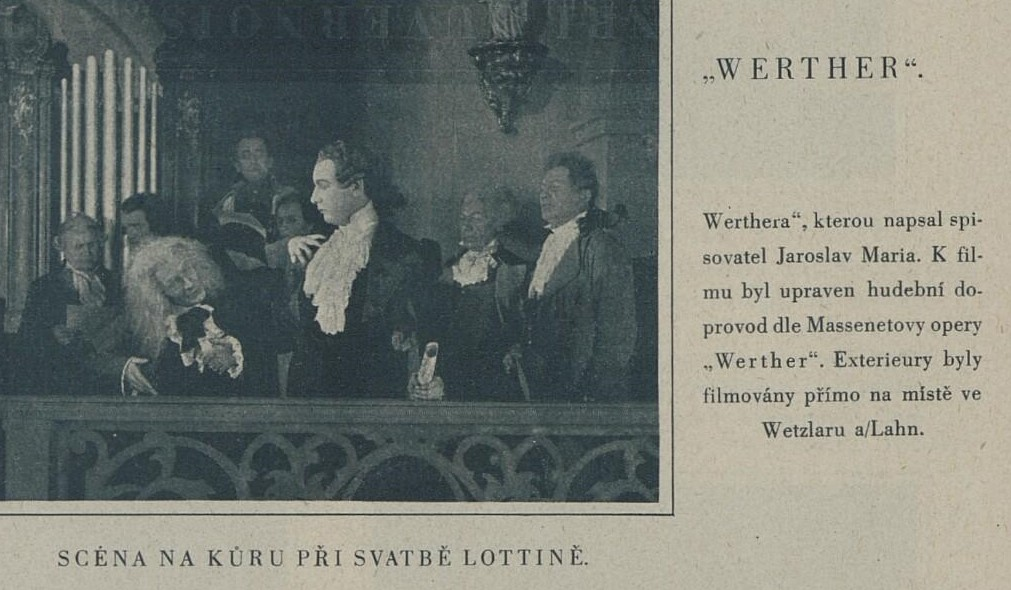
Сцена з фільму «Вертер», 1926